# Poeciliopsis fasciata
Poeciliopsis fasciata es un pez de la familia de los pecílidos en el orden de los ciprinodontiformes.En la región chiapaneca es conocido como pupo, popoyote o topota.

## Morfología
Los machos pueden alcanzar los 3 cm de longitud total..Cuerpo delgado y alargado. Dientes externos ﬁrmemente implantados, los internos dispuestos en una serie irregular muy próxima y paralela a la externa. Aleta dorsal con 7 u 8 radios; anal con 9 o 10. Gonopodio moderadamente alargado, sobrepasa una vertical imaginaria a través del borde posterior de la aleta dorsal. Tiene desde 30 hasta 32 escamas en una serie longitudinal. Coloración gris plateada, costados con desde 2 hasta 6 barras oscuras verticales, que se prolongan hasta la mitad del cuerpo; presenta una mancha oscura característica en la base del borde anterior de la aleta dorsal. Aleta dorsal, anal y caudal con tonalidades amarillentas

## Distribución geográfica
Se encuentran en México..Ambas  vertientes; en  la pacíﬁca desde la  laguna de Coyuca,  Guerrero, hasta  la cuenca del  río  Suchiate,  Guatemala; vertiente  atlántica  en  la  parte  alta  del  río  Coatzacoalcos, Veracruz, así  como  la  parte media y alta del Grijalva y sus tributarios,  probablemente hasta Huehuetenango, Guatemala